# Les Barrancs
Les Barrancs és un paratge del terme municipal de Conca de Dalt, a l'antic terme d'Hortoneda de la Conca, al Pallars Jussà, en territori que havia estat del poble d'Hortoneda.
Es troba al nord-oest d'Hortoneda, a la dreta de la llau de Catxí a llevant de la Roca de Seguers i a ponent de les Obagues de Senllí.